# Jun'ichi Inamoto
Jun'ichi Inamoto (稲本 潤一?, Inamoto Jun'ichi; Yūsui, 18 settembre 1979) è un ex calciatore giapponese, di ruolo centrocampista.

## Caratteristiche tecniche
Giocatore che impiega le sue abilità principalmente sul piano difensivo, ricopre il ruolo di mediano, ma può giocare anche come difensore centrale, ha una buona velocità di corsa, di piede destro è capace però di fare gol calciando anche con il piede sinistro, come finalizzatore sa cogliere bene le opportunità calciando anche di prima intenzione, inoltre nelle azioni da gol sa sfruttare bene gli scambi di passaggi rapidi.

## Carriera

### Club

#### Gamba Osaka
La sua carriera da calciatore professionista comincia l'8 marzo 1997 con il Gamba Osaka nel pareggio per 3-3 contro il Consadole Sapporo nella Coppa del Giappone iniziando come titolare. Segnerà la sua prima rete nell'edizione 1997 della J1 League vincendo per 4-1 contro lo Shimizu S-Pulse. Otterrà il suo massimo numero di reti in campionato nell'edizione successiva, quella del 1998 con sei gol, il primo decidendo la vittoria su 1-0 contro il Sanfrecce Hiroshima, poi ne segnerà un altro nella vittoria per 3-2 contro il JEF United e una doppietta sconfiggendo per 6-3 lo Yokohama Flügels. Nell'edizione 2000 della Coppa del Giappone la squadra giocherà contro il Júbilo Iwata, nella partita di andata perderanno per 1-0, e in quella di ritorno, vinta per 2-1, Inamoto segnerà un gol, allo spareggio ai rigori, però, Inamoro sbaglia il tiro dal dischetto e il Gamba Osaka perde per 3-2. La sua ultima rete per la squadra la segnerà il 14 luglio 2001 con il gol del 2-0 battendo il FC Tokyo.

#### Arsenal e Fulham
Nel 2002 ha giocato per l'Arsenal facendo il suo debutto come titolare nella vittoria per 2-0 contro il Grimsby Town, la sua esperienza in squadra è durata solo quattro partite. Giocherà per il Fulham vincendo la Coppa Intertoto 2002 segnando quattro gol contro il Bologna: il primo nella partita d'andata che si è conclusa con un 2-2, e poi una tripletta che deciderà la vittoria su 3-1 nella partita di ritorno. Nello stesso anno fu nella lista dei candidati al Pallone d'oro. Segnerà un gol nella FA Cup vincendo per 2-1 contro l'Everton. Nel 2003 segnerà due reti in Premier League, la prima vincendo per 3-2 contro il Middlesbrough e la seconda con il gol del 3-1 battendo il Manchester United.

#### Cardiff e West Bromwich
A partire dal 2004 giocherà in prestito nella Football League Championship, la seconda divisione del calcio inglese, con la maglia del Cardiff, la sua esperienza durerà poco, e infatti poi inizierà a giocare per il West Bromwich, dove segnerà un solo gol battendo il Fulham con la rete 3-2 nel secondo tempo supplementare della Football League Cup.

#### Galatasaray e Eintracht Francoforte
Giocherà per una stagione in Turchia nel club del Galatasaray, segnando una sola rete, nella sconfitta in Champions League per 3-1 contro il Bordeaux, farà infatti un gol da fuori area. A partire dal 2007 vestirà la maglia del Eintracht Francoforte debuttando il 5 agosto nella vittoria per 4-1 contro l'Union Berlin nella Coppa di Germania, comunque durante la sua esperienza in Germania non è mai stato capace di segnare una rete.

#### Rennes e Kawasaki Frontale
Ha giocato nel 2009 in Ligue 1, la massima serie del calcio francese, con venendo acquistato dal Rennes, ma trovando poco spazio in quadra ha giocato solo in cinque partite, per poi tornare in Giappone con il Kawasaki Frontale. Nel 2011 aprirà le marcature nella vittoria contro l'Avispa Fukuoka e lo Shimizu S-Pulse entrambe vinte per 3-2. La sua ultima rete per la squadra la segnerà il 6 aprile 2014 con il gol del 4-0 vincendo contro il Tokushima Vortis.

#### Consadole Sapporo e SC Sagamihara
Nel 2015 va al Consadole Sapporo per circa 58 milioni di yen (400'000 euro) giocherà in seconda divisione giapponese, la J2 League, segnando un solo gol, con la rete del 1-0 vincendo di misura contro il Cerezo Osaka. Nel 2019 giocherà nella J3 League, la terza divisione, con il SC Sagamihara, dove segna una sola rete battendo il Gamba Osaka Under-23 per 1-0.

#### Nankatsu SC e ritiro
Inizia a giocare nel 2022 per la squadra del Nankatsu SC nella Kantō Soccer League.
Dopo due stagioni, a 45 anni, il 4 dicembre 2024 annuncia la fine del contratto con la squadra nipponica e l'addio al calcio giocato.

### Nazionale
Viene convocato per giocare con la Nazionale del Giappone Under-20 per il mondiale Nigeria 1999 dove i nipponici si classificheranno secondi, sebbene Inamoto non avrà molto spazio.
Il 5 febbraio 2000 farà il suo esordio in nazionale maggiore nella sconfitta in amichevole contro il Messico. Viene convocato con la nazionale olimpica ai Giochi di Sydney, segnando una rete nella vittoria contro la Slovacchia, mentre ai quarti di finale contro gli Stati Uniti la partita finirà per 2-2 e ai rigori Inamoto segnerà tirando dal dischetto sebbene il Giappone perda per 5-4.
Giocherà nella Confederation Cup 2001 dove il Giappone otterrà l'argento, Inamoto ha giocato in tutte le partite tranne che in quella contro il Brasile. Il 4 luglio 2001 segnerà il suo primo gol in nazionale decidendo la vittoria su 1-0 contro la Jugoslavia. In un'altra amichevole contro l'Italia, finita con un prestigioso pareggio per 1-1, fornirà al suo compagno di squadra l'assist vincente a Atsushi Yanagisawa con cui segnerà la rete del temporaneo vantaggio.
Ha partecipato ai Mondiali 2002 segnando due gol, prima nel pareggio per 2-2 contro il Belgio e il secondo quello del 1-0 nella vittoria contro la Russia permettendo così al Giappone di ottenere la sua prima vittoria nella Coppa del Mondo. In un'amichevole contro l'Uruguay segnerà la rete del 2-2 e la partita finirà in pareggio, invece in un'altra amichevole vinta contro la Nigeria grazie a un suo assist Yasuhito Endō segnerà la rete del 3-0. Viene convocato pure per il Mondiali 2006 giocando in due partite.
Il suo ultimo gol in nazionale lo segnerà nell'amichevole vinta contro il Ghana il 9 settembre 2009, prima fornirà a Shinji Okazaki l'assist per segnare il gol del pareggio e infine Inamoto sarà autore della rete del 4-3. Ottiene la sua terza convocazioni ai mondiali, Sudafrica 2010, dove però giocherà poco partendo sempre dalla panchina nei minuti finali, prima nella vittoria contro il Camerun per 1-0 e poi in quella contro la Danimarca per 3-1, in quella che è stata la sua ultima partita in nazionale. Con le sue 83 presenze è il quindicesimo calciatore più presente di sempre nella nazionale giapponese.

## Statistiche

### Cronologia presenze e reti in nazionale
| Cronologia completa delle presenze e delle reti in nazionale ― Giappone | Cronologia completa delle presenze e delle reti in nazionale ― Giappone | Cronologia completa delle presenze e delle reti in nazionale ― Giappone | Cronologia completa delle presenze e delle reti in nazionale ― Giappone | Cronologia completa delle presenze e delle reti in nazionale ― Giappone | Cronologia completa delle presenze e delle reti in nazionale ― Giappone | Cronologia completa delle presenze e delle reti in nazionale ― Giappone | Cronologia completa delle presenze e delle reti in nazionale ― Giappone |
| Data                                                                    | Città                                                                   | In casa                                                                 | Risultato                                                               | Ospiti                                                                  | Competizione                                                            | Reti                                                                    | Note                                                                    |
| ----------------------------------------------------------------------- | ----------------------------------------------------------------------- | ----------------------------------------------------------------------- | ----------------------------------------------------------------------- | ----------------------------------------------------------------------- | ----------------------------------------------------------------------- | ----------------------------------------------------------------------- | ----------------------------------------------------------------------- |
| 5-2-2000                                                                | Hong Kong                                                               | Messico                                                                 | 1 – 0                                                                   | Giappone                                                                | Amichevole                                                              | -                                                                       |                                                                         |
| 13-2-2000                                                               | Macao                                                                   | Singapore                                                               | 0 – 3                                                                   | Giappone                                                                | Qual. Coppa d'Asia 2000                                                 | -                                                                       |                                                                         |
| 16-2-2000                                                               | Macao                                                                   | Brunei                                                                  | 0 – 9                                                                   | Giappone                                                                | Qual. Coppa d'Asia 2000                                                 | -                                                                       |                                                                         |
| 20-2-2000                                                               | Macao                                                                   | Macao                                                                   | 0 – 3                                                                   | Giappone                                                                | Qual. Coppa d'Asia 2000                                                 | -                                                                       |                                                                         |
| 15-3-2000                                                               | Kōbe                                                                    | Giappone                                                                | 0 – 0                                                                   | Cina                                                                    | Amichevole                                                              | -                                                                       |                                                                         |
| 26-4-2000                                                               | Seul                                                                    | Corea del Sud                                                           | 1 – 0                                                                   | Giappone                                                                | Amichevole                                                              | -                                                                       |                                                                         |
| 4-6-2000                                                                | Casablanca                                                              | Giappone                                                                | 2 – 2 (2 – 4 dtr)                                                       | Francia                                                                 | Amichevole                                                              | -                                                                       |                                                                         |
| 11-6-2000                                                               | Sendai                                                                  | Giappone                                                                | 1 – 1                                                                   | Slovacchia                                                              | Amichevole                                                              | -                                                                       |                                                                         |
| 18-6-2000                                                               | Yokohama                                                                | Giappone                                                                | 2 – 0                                                                   | Bolivia                                                                 | Amichevole                                                              | -                                                                       |                                                                         |
| 16-8-2000                                                               | Hiroshima                                                               | Giappone                                                                | 3 – 1                                                                   | Emirati Arabi Uniti                                                     | Amichevole                                                              | -                                                                       |                                                                         |
| 14-10-2000                                                              | Sidone                                                                  | Arabia Saudita                                                          | 1 – 4                                                                   | Giappone                                                                | Coppa d'Asia 2000 - 1º turno                                            | -                                                                       |                                                                         |
| 17-10-2000                                                              | Sidone                                                                  | Uzbekistan                                                              | 1 – 8                                                                   | Giappone                                                                | Coppa d'Asia 2000 - 1º turno                                            | -                                                                       | 69’ 80’                                                                 |
| 24-10-2000                                                              | Beirut                                                                  | Iraq                                                                    | 1 – 4                                                                   | Giappone                                                                | Coppa d'Asia 2000 - Quarti di finale                                    | -                                                                       | 67’                                                                     |
| 26-10-2000                                                              | Beirut                                                                  | Cina                                                                    | 2 – 3                                                                   | Giappone                                                                | Coppa d'Asia 2000 - Semifinale                                          | -                                                                       | 40’                                                                     |
| 24-3-2001                                                               | Saint-Denis                                                             | Francia                                                                 | 5 – 0                                                                   | Giappone                                                                | Amichevole                                                              | -                                                                       | 69’                                                                     |
| 25-4-2001                                                               | Cordova                                                                 | Spagna                                                                  | 1 – 0                                                                   | Giappone                                                                | Amichevole                                                              | -                                                                       |                                                                         |
| 31-5-2001                                                               | Niigata                                                                 | Giappone                                                                | 3 – 0                                                                   | Canada                                                                  | Conf. Cup 2001 - 1º turno                                               | -                                                                       | 66’                                                                     |
| 2-6-2001                                                                | Niigata                                                                 | Giappone                                                                | 2 – 0                                                                   | Camerun                                                                 | Conf. Cup 2001 - 1º turno                                               | -                                                                       |                                                                         |
| 7-6-2001                                                                | Yokohama                                                                | Giappone                                                                | 1 – 0                                                                   | Australia                                                               | Conf. Cup 2001 - Semifinale                                             | -                                                                       |                                                                         |
| 10-6-2001                                                               | Yokohama                                                                | Giappone                                                                | 0 – 1                                                                   | Francia                                                                 | Conf. Cup 2001 - Finale                                                 | -                                                                       | 46’                                                                     |
| 1-7-2001                                                                | Sapporo                                                                 | Giappone                                                                | 2 – 0                                                                   | Paraguay                                                                | Amichevole                                                              | -                                                                       |                                                                         |
| 4-7-2001                                                                | Ōita                                                                    | Giappone                                                                | 1 – 0                                                                   | Jugoslavia                                                              | Amichevole                                                              | 1                                                                       |                                                                         |
| 4-10-2001                                                               | Lens                                                                    | Giappone                                                                | 0 – 2                                                                   | Senegal                                                                 | Amichevole                                                              | -                                                                       | 71’                                                                     |
| 7-10-2001                                                               | Southampton                                                             | Nigeria                                                                 | 2 – 2                                                                   | Giappone                                                                | Amichevole                                                              | -                                                                       | 70’                                                                     |
| 7-11-2001                                                               | Saitama                                                                 | Giappone                                                                | 1 – 1                                                                   | Italia                                                                  | Amichevole                                                              | -                                                                       | 43’ 75’                                                                 |
| 27-3-2002                                                               | Łódź                                                                    | Polonia                                                                 | 0 – 2                                                                   | Giappone                                                                | Amichevole                                                              | -                                                                       | 54’                                                                     |
| 29-4-2002                                                               | Tokyo                                                                   | Giappone                                                                | 1 – 0                                                                   | Slovacchia                                                              | Amichevole                                                              | -                                                                       | 46’                                                                     |
| 2-5-2002                                                                | Kobe                                                                    | Giappone                                                                | 3 – 3                                                                   | Honduras                                                                | Amichevole                                                              | -                                                                       | 75’                                                                     |
| 14-5-2002                                                               | Oslo                                                                    | Norvegia                                                                | 3 – 0                                                                   | Giappone                                                                | Amichevole                                                              | -                                                                       | 34’ 85’                                                                 |
| 25-5-2002                                                               | Tokyo                                                                   | Giappone                                                                | 1 – 1                                                                   | Svezia                                                                  | Amichevole                                                              | -                                                                       | 69’                                                                     |
| 4-6-2002                                                                | Saitama                                                                 | Giappone                                                                | 2 – 2                                                                   | Belgio                                                                  | Mondiali 2002 - 1º turno                                                | 1                                                                       | 54’                                                                     |
| 9-6-2002                                                                | Yokohama                                                                | Giappone                                                                | 1 – 0                                                                   | Russia                                                                  | Mondiali 2002 - 1º turno                                                | 1                                                                       | 85’                                                                     |
| 14-6-2002                                                               | Osaka                                                                   | Giappone                                                                | 2 – 0                                                                   | Tunisia                                                                 | Mondiali 2002 - 1º turno                                                | -                                                                       | 46’                                                                     |
| 18-6-2002                                                               | Sendai                                                                  | Giappone                                                                | 0 – 1                                                                   | Turchia                                                                 | Mondiali 2002 - Ottavi di finale                                        | -                                                                       | 46’                                                                     |
| 16-10-2002                                                              | Tokyo                                                                   | Giappone                                                                | 1 – 1                                                                   | Giamaica                                                                | Amichevole                                                              | -                                                                       | 82’                                                                     |
| 28-3-2003                                                               | Tokyo                                                                   | Giappone                                                                | 2 – 2                                                                   | Uruguay                                                                 | Amichevole                                                              | 1                                                                       |                                                                         |
| 31-5-2003                                                               | Tokyo                                                                   | Giappone                                                                | 0 – 1                                                                   | Corea del Sud                                                           | Amichevole                                                              | -                                                                       | 65’                                                                     |
| 8-6-2003                                                                | Fukuoka                                                                 | Giappone                                                                | 1 – 4                                                                   | Argentina                                                               | Amichevole                                                              | -                                                                       |                                                                         |
| 18-6-2003                                                               | Saint-Denis                                                             | Nuova Zelanda                                                           | 0 – 3                                                                   | Giappone                                                                | Conf. Cup 2003 - 1º turno                                               | -                                                                       | 37’                                                                     |
| 20-6-2003                                                               | Saint-Étienne                                                           | Francia                                                                 | 2 – 1                                                                   | Giappone                                                                | Conf. Cup 2003 - 1º turno                                               | -                                                                       | 42’ 73’                                                                 |
| 20-8-2003                                                               | Tokyo                                                                   | Giappone                                                                | 3 – 0                                                                   | Nigeria                                                                 | Amichevole                                                              | -                                                                       |                                                                         |
| 10-9-2003                                                               | Niigata                                                                 | Giappone                                                                | 0 – 1                                                                   | Senegal                                                                 | Amichevole                                                              | -                                                                       |                                                                         |
| 8-10-2003                                                               | Tunisi                                                                  | Tunisia                                                                 | 0 – 1                                                                   | Giappone                                                                | Amichevole                                                              | -                                                                       |                                                                         |
| 11-10-2003                                                              | Bucarest                                                                | Romania                                                                 | 1 – 1                                                                   | Giappone                                                                | Amichevole                                                              | -                                                                       |                                                                         |
| 19-11-2003                                                              | Ōita                                                                    | Giappone                                                                | 0 – 0                                                                   | Camerun                                                                 | Amichevole                                                              | -                                                                       |                                                                         |
| 18-2-2004                                                               | Saitama                                                                 | Giappone                                                                | 1 – 0                                                                   | Oman                                                                    | Qual. Mondiali 2006                                                     | -                                                                       | 68’                                                                     |
| 31-3-2004                                                               | Singapore                                                               | Singapore                                                               | 1 – 2                                                                   | Giappone                                                                | Qual. Mondiali 2006                                                     | -                                                                       |                                                                         |
| 28-4-2004                                                               | Praga                                                                   | Rep. Ceca                                                               | 0 – 1                                                                   | Giappone                                                                | Amichevole                                                              | -                                                                       | 65’                                                                     |
| 30-5-2004                                                               | Manchester                                                              | Islanda                                                                 | 2 – 3                                                                   | Giappone                                                                | Amichevole                                                              | -                                                                       | 46’                                                                     |
| 1-6-2004                                                                | Manchester                                                              | Inghilterra                                                             | 1 – 1                                                                   | Giappone                                                                | Amichevole                                                              | -                                                                       | 89’                                                                     |
| 16-12-2004                                                              | Yokohama                                                                | Giappone                                                                | 0 – 3                                                                   | Germania                                                                | Amichevole                                                              | -                                                                       | 70’                                                                     |
| 30-3-2005                                                               | Himeji                                                                  | Giappone                                                                | 1 – 0                                                                   | Bahrein                                                                 | Qual. Mondiali 2006                                                     | -                                                                       | 90+5’                                                                   |
| 22-5-2005                                                               | Niigata                                                                 | Giappone                                                                | 0 – 1                                                                   | Perù                                                                    | Amichevole                                                              | -                                                                       | 69’                                                                     |
| 27-5-2005                                                               | Tokyo                                                                   | Giappone                                                                | 0 – 1                                                                   | Emirati Arabi Uniti                                                     | Amichevole                                                              | -                                                                       | 82’                                                                     |
| 3-6-2005                                                                | Manama                                                                  | Bahrein                                                                 | 0 – 1                                                                   | Giappone                                                                | Qual. Mondiali 2006                                                     | -                                                                       | 87’                                                                     |
| 8-6-2005                                                                | Bangkok                                                                 | Corea del Nord                                                          | 0 – 2                                                                   | Giappone                                                                | Qual. Mondiali 2006                                                     | -                                                                       | 65’                                                                     |
| 16-6-2005                                                               | Hannover                                                                | Giappone                                                                | 1 – 2                                                                   | Messico                                                                 | Conf. Cup 2005 - 1º turno                                               | -                                                                       | 59’                                                                     |
| 7-9-2005                                                                | Rifu                                                                    | Giappone                                                                | 5 – 4                                                                   | Honduras                                                                | Amichevole                                                              | -                                                                       | 64’                                                                     |
| 8-10-2005                                                               | Riga                                                                    | Lettonia                                                                | 2 – 2                                                                   | Giappone                                                                | Amichevole                                                              | -                                                                       |                                                                         |
| 12-10-2005                                                              | Kiev                                                                    | Ucraina                                                                 | 1 – 0                                                                   | Giappone                                                                | Amichevole                                                              | -                                                                       | 23’                                                                     |
| 16-11-2005                                                              | Tokyo                                                                   | Giappone                                                                | 1 – 0                                                                   | Angola                                                                  | Amichevole                                                              | -                                                                       | 80’                                                                     |
| 28-2-2006                                                               | Dortmund                                                                | Bosnia ed Erzegovina                                                    | 2 – 2                                                                   | Giappone                                                                | Amichevole                                                              | -                                                                       | 70’                                                                     |
| 4-6-2006                                                                | Düsseldorf                                                              | Malta                                                                   | 0 – 1                                                                   | Giappone                                                                | Amichevole                                                              | -                                                                       | 69’                                                                     |
| 18-6-2006                                                               | Norimberga                                                              | Giappone                                                                | 0 – 0                                                                   | Croazia                                                                 | Mondiali 2006 - 1º turno                                                | -                                                                       | 46’                                                                     |
| 22-6-2006                                                               | Dortmund                                                                | Brasile                                                                 | 4 – 1                                                                   | Giappone                                                                | Mondiali 2006 - 1º turno                                                | -                                                                       |                                                                         |
| 5-6-2007                                                                | Saitama                                                                 | Giappone                                                                | 0 – 0                                                                   | Colombia                                                                | Amichevole                                                              | -                                                                       | 46’                                                                     |
| 7-9-2007                                                                | Klagenfurt                                                              | Austria                                                                 | 0 – 0 dts (4 – 3 dtr)                                                   | Giappone                                                                | Amichevole                                                              | -                                                                       | 71’                                                                     |
| 11-9-2007                                                               | Klagenfurt                                                              | Giappone                                                                | 4 – 3                                                                   | Svizzera                                                                | Amichevole                                                              | -                                                                       |                                                                         |
| 9-10-2008                                                               | Tokyo                                                                   | Giappone                                                                | 1 – 1                                                                   | Emirati Arabi Uniti                                                     | Amichevole                                                              | -                                                                       | 65’                                                                     |
| 15-10-2008                                                              | Saitama                                                                 | Giappone                                                                | 1 – 1                                                                   | Uzbekistan                                                              | Qual. Mondiali 2010                                                     | -                                                                       | 76’                                                                     |
| 28-1-2009                                                               | Manama                                                                  | Bahrein                                                                 | 1 – 0                                                                   | Giappone                                                                | Qual. Coppa d'Asia 2011                                                 | -                                                                       |                                                                         |
| 9-9-2009                                                                | Utrecht                                                                 | Giappone                                                                | 4 – 3                                                                   | Ghana                                                                   | Amichevole                                                              | 1                                                                       | 63’                                                                     |
| 10-10-2009                                                              | Yokohama                                                                | Giappone                                                                | 2 – 0                                                                   | Scozia                                                                  | Amichevole                                                              | -                                                                       | 81’                                                                     |
| 14-11-2009                                                              | Port Elizabeth                                                          | Sudafrica                                                               | 0 – 0                                                                   | Giappone                                                                | Amichevole                                                              | -                                                                       | 59’                                                                     |
| 2-2-2010                                                                | Ōita                                                                    | Giappone                                                                | 0 – 0                                                                   | Venezuela                                                               | Amichevole                                                              | -                                                                       |                                                                         |
| 6-2-2010                                                                | Tokyo                                                                   | Giappone                                                                | 0 – 0                                                                   | Cina                                                                    | Coppa dell'Asia orientale 2010                                          | -                                                                       |                                                                         |
| 11-2-2010                                                               | Tokyo                                                                   | Giappone                                                                | 3 – 0                                                                   | Hong Kong                                                               | Coppa dell'Asia orientale 2010                                          | -                                                                       | 62’                                                                     |
| 14-2-2010                                                               | Tokyo                                                                   | Giappone                                                                | 1 – 3                                                                   | Corea del Sud                                                           | Coppa dell'Asia orientale 2010                                          | -                                                                       | 14’                                                                     |
| 7-4-2010                                                                | Osaka                                                                   | Giappone                                                                | 0 – 3                                                                   | Serbia                                                                  | Amichevole                                                              | -                                                                       |                                                                         |
| 4-6-2010                                                                | Sion                                                                    | Giappone                                                                | 0 – 2                                                                   | Costa d'Avorio                                                          | Amichevole                                                              | -                                                                       | 46’                                                                     |
| 14-6-2010                                                               | Bloemfontein                                                            | Giappone                                                                | 1 – 0                                                                   | Camerun                                                                 | Mondiali 2010 - 1º turno                                                | -                                                                       | 88’                                                                     |
| 24-6-2010                                                               | Rustenburg                                                              | Danimarca                                                               | 1 – 3                                                                   | Giappone                                                                | Mondiali 2010 - 1º turno                                                | -                                                                       | 90’                                                                     |
| Totale                                                                  |                                                                         | Presenze (15º posto)                                                    | 82                                                                      |                                                                         | Reti                                                                    | 5                                                                       |                                                                         |

| Cronologia completa delle presenze e delle reti in nazionale ― Giappone Olimpica | Cronologia completa delle presenze e delle reti in nazionale ― Giappone Olimpica | Cronologia completa delle presenze e delle reti in nazionale ― Giappone Olimpica | Cronologia completa delle presenze e delle reti in nazionale ― Giappone Olimpica | Cronologia completa delle presenze e delle reti in nazionale ― Giappone Olimpica | Cronologia completa delle presenze e delle reti in nazionale ― Giappone Olimpica | Cronologia completa delle presenze e delle reti in nazionale ― Giappone Olimpica | Cronologia completa delle presenze e delle reti in nazionale ― Giappone Olimpica |
| Data                                                                             | Città                                                                            | In casa                                                                          | Risultato                                                                        | Ospiti                                                                           | Competizione                                                                     | Reti                                                                             | Note                                                                             |
| -------------------------------------------------------------------------------- | -------------------------------------------------------------------------------- | -------------------------------------------------------------------------------- | -------------------------------------------------------------------------------- | -------------------------------------------------------------------------------- | -------------------------------------------------------------------------------- | -------------------------------------------------------------------------------- | -------------------------------------------------------------------------------- |
| 14-9-2000                                                                        | Canberra                                                                         | Sudafrica                                                                        | 1 – 2                                                                            | Giappone                                                                         | Olimpiadi 2000 - 1º turno                                                        | -                                                                                |                                                                                  |
| 17-9-2000                                                                        | Canberra                                                                         | Slovacchia                                                                       | 1 – 2                                                                            | Giappone                                                                         | Olimpiadi 2000 - 1º turno                                                        | 1                                                                                |                                                                                  |
| 20-9-2000                                                                        | Brisbane                                                                         | Brasile                                                                          | 1 – 0                                                                            | Giappone                                                                         | Olimpiadi 2000 - 1º turno                                                        | -                                                                                |                                                                                  |
| 23-9-2000                                                                        | Adelaide                                                                         | Stati Uniti                                                                      | 2 – 2 dts (5 – 4 dtr)                                                            | Giappone                                                                         | Olimpiadi 2000 - Quarti di finale                                                | -                                                                                |                                                                                  |
| Totale                                                                           |                                                                                  | Presenze                                                                         | 4                                                                                |                                                                                  | Reti                                                                             | 1                                                                                |                                                                                  |

## Palmarès

### Club
- Coppa Intertoto UEFA: 1

Fulham: 2002

### Nazionale
- Coppa d'Asia Under-17: 1

1994